# Ben Mates
Ben Mates (ur. 28 października 1983 w Batemans Bay) – australijski snowboardzista. Jego najlepszym wynikiem olimpijskim jest 17. miejsce w halfpipe’ie na igrzyskach w Vancouver. Na mistrzostwach świata najlepszy wynik uzyskał na mistrzostwach w Whistler, gdzie zajął 28. miejsce w halfpipe’ie. Najlepsze wyniki w Pucharze Świata osiągnął w sezonie 2008/2009, kiedy to zajął 52. miejsce w klasyfikacji generalnej.

## Sukcesy

### Igrzyska olimpijskie
| Miejsce | Dzień     | Rok  | Miejscowość | Konkurencja | Zwycięzca   |
| ------- | --------- | ---- | ----------- | ----------- | ----------- |
| 42.     | 12 lutego | 2006 | Turyn       | Halfpipe    | Shaun White |
| 17.     | 17 lutego | 2010 | Vancouver   | Halfpipe    | Shaun White |

### Mistrzostwa Świata
| Miejsce | Dzień       | Rok  | Miejscowość | Konkurencja | Zwycięzca     |
| ------- | ----------- | ---- | ----------- | ----------- | ------------- |
| 39.     | 17 stycznia | 2003 | Kreischberg | Halfpipe    | Markus Keller |
| 28.     | 22 stycznia | 2005 | Whistler    | Halfpipe    | Antti Autti   |
| 44.     | 23 stycznia | 2009 | Kangwŏn     | Halfpipe    | Ryō Aono      |

### Puchar Świata

#### Miejsca w klasyfikacji generalnej
- 2002/2003 – -
- 2003/2004 – -
- 2004/2005 – -
- 2005/2006 – 154.
- 2007/2008 – 106.
- 2008/2009 – 52.
- 2009/2010 – 128.

#### Miejsca na podium
1. Gujō – 14 stycznia 2009 (Halfpipe) – 2. miejsce